# Usofila flava
Usofila flava är en spindelart som beskrevs av Chamberlin och Ivie 1942. Usofila flava ingår i släktet Usofila och familjen Telemidae. Inga underarter finns listade i Catalogue of Life.